# Jebroer
Йебру́р (или Ебрур; нидерл. Jebroer; наст. имя: Тим Кимман, нидерл. Tim Kimman; род. 8 июля 1986 года в Лейдене) — нидерландский рэпер.
В 2017 году выпустил песню «Kind van de Duivel» («Дитя Дьявола»), вызвавшую острую критику со стороны нидерландского христианского духовенства, что сделало её самым скандальным хитом года в Нидерландах.

## Биография
Первый сингл, озаглавленный «Btje vliegen tog», выпустил в 2010 году.
Затем[когда?] присоединился к хип-хоп-коллективу Nouveau Riche.
Последовавшие синглы — «Nooit meer slapen», «Omlaag» и «Banaan» — стали небольшими[уточнить] хитами.
В 2017 году выпустил песню «Kind van de Duivel» («Дитя Дьявола»), которая стала для Йебрура прорывной. Гнев нидерландского христианского духовенства, ею вызванный, сделал её самым скандальным хитом 2017 года в этой стране[стиль]. К концу года клип на эту песню соберёт более 20 миллионов просмотров на «Ютюбе».
В том же году продолжил серию хитов[уточнить] с песней «Engeltje».

## Псевдоним
«Je broer» («йе брур») по-нидерландски означает «твой брат».

## Дискография
См. стр. «Jebroer#Discografie» в нидерландском разделе.

### Альбомы
- Broederschap (2013)
- Gouden tranen (2014)
- Elf11 (2016)